# Экологический след
Экологический след (англ. ecological footprint) — мера воздействия человека на среду обитания, которая позволяет рассчитать размеры прилегающей территории, необходимой для производства потребляемых нами экологических ресурсов и поглощения отходов.         
В глобальном масштабе экологический след указывает на то, насколько быстро человечество потребляет природный (естественный) капитал. По данным доклада некоммерческой организации Global Footprint Network и WWF за 2014 год, на протяжении более чем 40 лет потребление человечеством природных ресурсов превосходило способность Земли к воспроизводству, что привело к дефициту биоёмкости. По оценкам экологов, для воспроизводства всех ресурсов, которые потребляет человечество ежегодно, нужно примерно полторы планеты Земля.

## Измерение экологического следа
Экологический след  указывает на давление (влияние) на окружающую среду любого человека, предприятия, организации, населенного пункта, страны и населения всей планеты. Величина экологического следа измеряется в глобальных гектарах (гга; gha).
Для упрощения расчётов и в связи со сложностью сбора данных в качестве главного вида отходов названа двуокись углерода (CO2), образующаяся при сжигании ископаемого топлива. При расчётах экоследа также учитываются необходимые человеку пашни, пастбища, леса и застраиваемые земли, предназначенные для возведения зданий и строительства дорог. Например, чем больше ресурсов поглощается при производстве продуктов питания и лесоматериалов, тем меньше остаётся биологически продуктивных территорий, способных поглощать CO2, и она накапливается в атмосфере и океане. Накопление диоксида углерода в атмосфере за счёт антропогенных и природных факторов влечёт за собой изменение климата и представляет большую угрозу всему живому на Земле.
Размеры экологического следа для разных стран колеблются от более 10 до менее 1 гга на человека, что связано с особенностями образа жизни их жителей и экономической ситуацией. По данным на 2014 год, экологический след одного землянина в среднем составил 2,6 гга на душу населения. Таким образом, каждый год человечество расходует столько возобновляемых ресурсов, сколько смогли бы обеспечить только 1,6 такой планеты, как Земля. Россия занимает 39 место по размеру экологического следа на душу населения. Если бы все жили, как россияне, человечеству было бы необходимо 2,5 планеты.

## Этимология и применение
Идея «экологического следа» была предложена в 1992 году Уильямом Ризом (англ.) и в дальнейшем получила развитие в написанной под руководством Риза диссертации Матиса Вакернагеля (англ.). Первоначально исследователи использовали понятие «адаптированной пропускной способности» (англ. appropriated carrying capacity), но позднее, чтобы сделать идею более доступной, Риз предложил термин «экологический след». В 1995 году Вакернагель и Риз издали книгу «Наш экологический след: Снижение антропогенного воздействия на Землю». Концепция расчёта экологического следа быстро распространилось благодаря регулярным докладам Всемирного фонда дикой природы (WWF) «Живая планета» (Living Planet Report).
В 2003 году с целью согласования методологии и координации исследований была создана глобальная сеть экологического следа - Global Footprint Network. Она объединила в своих рядах представителей научных и правительственных кругов, бизнеса, общественности, которые рассчитывают экологические следы целых государств, определяя масштабы негативного воздействия человека на биосферу. Работу по расчёту экологического следа ведут и эксперты отдельных стран, в том числе в России — эксперты WWF. Данные об экологическом следе и биоёмкости отдельных регионов, совместно рассчитанные Всемирным фондом дикой природы и Глобальной сетью экологического следа, позволяют оценить устойчивость развития территорий и предоставляют органам власти и представителям бизнеса инструмент для оценки эффективности в области устойчивого развития.

## Популяризация идеи
С целью привлечения интереса к проблеме увеличения экологического следа защитниками природы организуются разные акции. В день, когда люди использовали весь объём возобновляемых ресурсов, который планета способна воспроизвести за год, активисты устраивают акцию День экологического долга.